# Astroblepus cirratus
Astroblepus cirratus es una especie de pez de la familia Astroblepidae en el orden de los Siluriformes.

## Morfología
Los machos pueden llegar alcanzar los 3 cm de longitud total.

## Distribución geográfica
Se encuentran en Sudamérica: cuenca del río San Juan.